# 渡辺由美子 (厚生労働官僚)

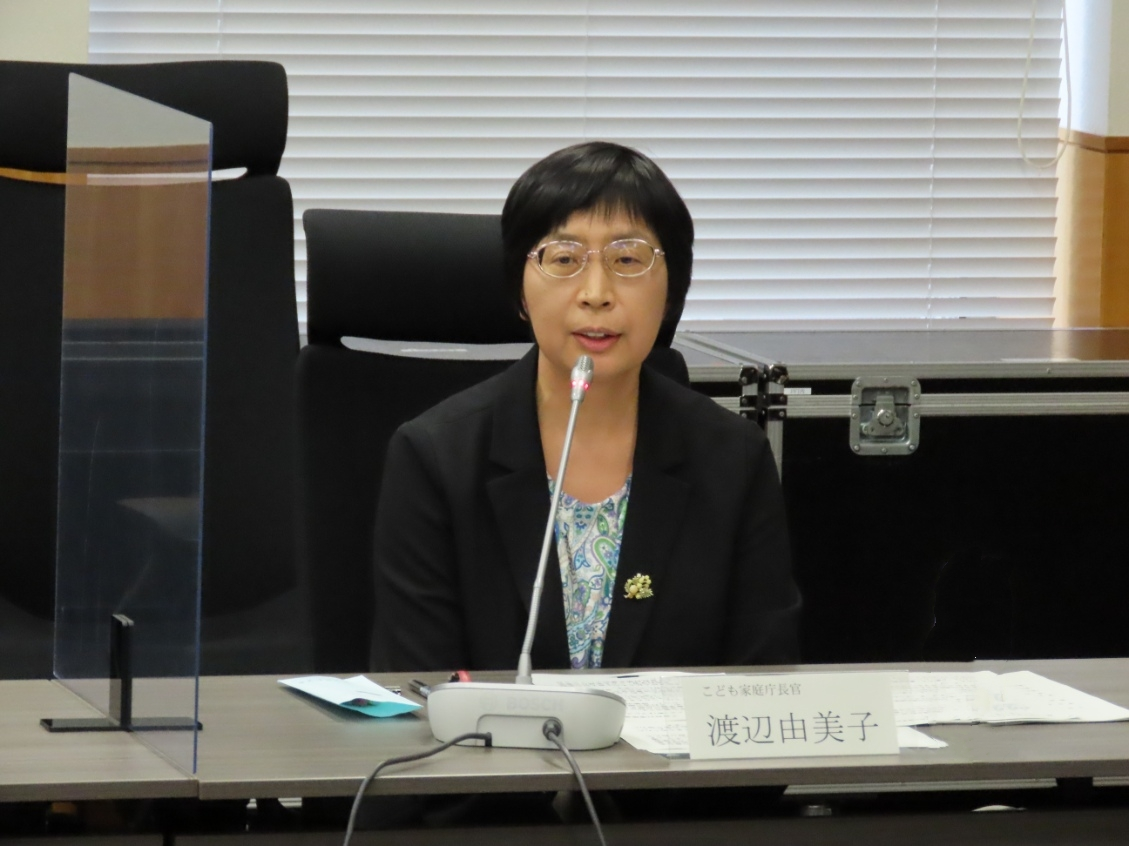
誰一人取り残されない学びの保障に向けた不登校対策推進本部に出席した渡辺（2023年4月）

渡辺 由美子（わたなべ ゆみこ、1965年1月30日 - ）は、日本の厚生・厚生労働官僚。こども家庭庁長官（初代）。

## 来歴
千葉県出身。長野県諏訪清陵高等学校を経て、1987年9月、国家公務員採用Ⅰ種試験（行政）合格。1988年3月、東京大学文学部卒業。同年4月、厚生省に入省。児童家庭局企画課配属。主に医療や介護の分野で頭角を現し、診療報酬改定を幾度も経験した。医療保険担当の審議官時代には財務省の主計官だった阿久澤孝からプラス改定を勝ち取った。閣僚経験のある自民党厚労族からも根回しの上手さを評価されている。
2023年4月、初代こども家庭庁長官に就任。

## 略歴
- 1988年4月、厚生省に入省。
- 1989年11月、児童家庭局母子福祉課。
- 1990年9月、大臣官房国際課。
- 1992年7月、保健医療局疾病対策課結核・感染症対策室。
- 1993年7月、保健医療局エイズ結核感染症課。
- 1994年7月、社会・援護局企画課。
- 1995年7月、年金局企業年金国民年金基金課長補佐。
- 1997年4月、和歌山県福祉保健部児童家庭課長。
- 1999年4月、和歌山県企画部企画総務課長。
- 2000年4月、保険局企画課長補佐。
- 同年9月、保健局医療課長補佐。
- 2001年1月、厚生労働省保健局医療課長補佐。
- 2002年8月、政策統括官付社会保障担当参事官室長補佐。
- 2003年8月、大臣官房総務課企画官（併：老健局）。
- 2005年8月、老健局計画課認知症対策推進室長。
- 2006年7月、独立行政法人日本貿易振興機構本部企画部海外事務所運営課付。
- 2009年9月、保険局医療課保険医療企画調査室長。
- 2010年7月、大臣官房参事官（資金運用担当）。
- 2011年3月、年金局企業年金国民年金基金課長。
- 2013年7月、大臣官房付（併：内閣官房内閣参事官（内閣総務官室））。
- 2014年7月、保険局医療介護連携政策課長[3]。
- 2015年10月、保険局総務課長。
- 2016年6月、大臣官房会計課長。
- 2017年6月、大臣官房審議官（医療保険担当）。
- 2019年7月、子ども家庭局長。
- 2021年9月、大臣官房長。
- 2022年6月、内閣官房内閣審議官兼こども家庭庁設置準備室長[4]。
- 2023年4月、こども家庭庁初代長官[5]。